# Amati
Amati là tên một dòng họ nổi tiếng về sáng chế đàn dây ở Cremona, Italia. Gồm Andrea (1520 - 1580), một trong những nhà sáng tạo ra cây đàn viôlông mẫu mực cổ điển; các con trai của Andrea là: Antonio (khoảng 1540 - 1600) và Girolamo (1561 - 1630). Con của Girolamo là Niccolo (1596 - 1684) – người tiêu biểu nhất của dòng họ Amati – thầy dạy của G. A. Guarneri và A. Stradivari.
Ngày nay, những cây vĩ cầm do Nicolò Amati tạo ra được định giá khoảng 600.000 USD. Vì tuổi đời và độ quý hiếm, các nhạc cụ Amati chủ yếu được lưu giữ trong các bộ sưu tập bảo tàng hoặc tư nhân và hiếm khi được chơi trước công chúng.